# Марсіани на Хрещатику. Літературний Київ XX століття
«Марсіани на Хрещатику. Літературний Київ XX століття» — це книга української письменниці та критикині Віри Агеєвої, що вийшла 2023 року у видавництві «Віхола».

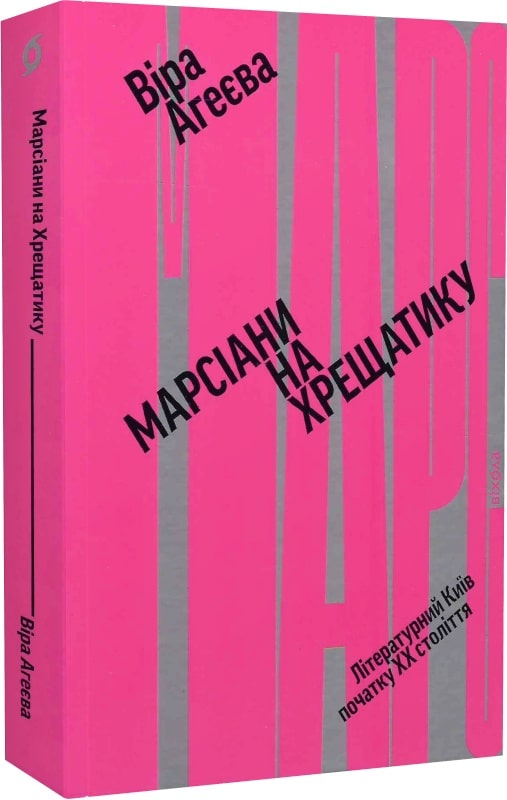

У книзі Агаєва досліджує літературне життя Києва у ХХ столітті та зосереджується на періоді 1920-х — 1930-х років, коли Київ був центром української культури та мистецтва. Авторка розглядає творчість відомих письменників та поетів, які жили та працювали в Києві, зокрема Миколи Хвильового, Євгена Маланюка, Олени Теліги, Лесі Українки та інших.
Книга містить багато цікавих фактів та відомостей про життя та творчість літераторів, а також аналізує різні аспекти літературного життя Києва, такі як видавнича справа, літературні об'єднання, театр та інші культурні явища того часу.

## Анотація
Гуляючи Києвом, легко впізнати численні локації, описані в поемах і романах початку ХХ століття. Десь змінилися номери помешкань, по-новому пофарбовані фасади, іноді інші назви вулиць, але якщо придивитися, то можна уявити, як у «Льоху мистецтв» на Городецького сиділи за одним столом Тичина й Курбас, трохи далі, в кабінеті Підмогильного, збирався чи не весь мистецький Київ, а в підвалі готелю «Континенталь» зустрічалися за кавою непримиренні аспанфути, символісти й спіралісти. Вечірнім Хрещатиком гуляли справжні «марсіани», і в Георгіївському провулку шукала нових обріїв таємнича мистецька теософська дев’ятка.
Це мандрівка літературним Києвом початку ХХ століття. Авторка покаже Київ очима авангардних художників, бунтівних емансипанток, богемних поетів, Київ, у якому жили й творили, попри все, що відбувалося довкола, Київ, який вистояв, уберігши свою історію та майбуття. 

## Критика
Книга «Марсіани на Хрещатику» отримала високу оцінку від критиків та читачів за свій докладний підхід до дослідження історії української літератури та культури. Вона є важливою джерелом інформації для всіх, хто цікавиться історією української культури та літератури, а також для студентів та науковців.
1. ↑  Офіційний сайт видавництва "Віхола"